# Gustaf Ericson
Gustaf Ericson (ur. 11 sierpnia 1912, data śmierci nieznana) – szwedzki lekkoatleta, sprinter, medalista mistrzostw Europy z 1934.
Zdobył brązowy medal w sztafecie 4 × 400 metrów na mistrzostwach Europy w 1934 w Turynie. Sztafeta szwedzka biegła w składzie: Sven Strömberg, Pelle Pihl, Ericson i Bertil von Wachenfeldt.
Ericson był mistrzem Szwecji w biegu na 400 metrów w 1931, wicemistrzem na tym dystansie w 1932 i brązowym medalistą w 1934.